# Год дракона (фильм, 1985)
«Год дракона» (англ. Year of the Dragon) — криминальная кинодрама режиссёра Майкла Чимино, премьера которой состоялась в 1985 году. Главные роли исполняют Микки Рурк и Эриэн Койцуми. Экранизация одноимённого произведения Роберта Дэйли.
Поначалу заработавший неоднозначные отзывы в американской кинопрессе, «Год дракона» со временем был значительно более тепло воспринят критиками. Влияние картины на своё творчество отмечал один из ведущих современных кинорежиссёров Квентин Тарантино.
Слоган: «Китайская шкатулка, полная жестокостей».

## Сюжет
Капитан полиции Стэнли Уайт, ветеран вьетнамской войны, назначен руководителем управления в китайском квартале Нью-Йорка. В это же время Джоуи Тай, новый крёстный отец Триады, китайской преступной организации, начинает жестокую войну за контроль над территорией сбыта наркотиков с итальянской мафией. Стэнли делает избавление округа от преступности своей личной миссией.

## В ролях
| Актёр              | Роль            |
| ------------------ | --------------- |
| Микки Рурк         | Стэнли Уайт     |
| Эриэн Койцуми      | Трэйси Цзю      |
| Джон Лоун          | Джоуи Тай       |
| Рэймонд Джей Барри | Луис Буковски   |
| Кэролайн Кава      | Конни Уайт      |
| Леонард Термо      | Анжело Риццо    |
| Эдди Джонс         | Уильям МакКенна |
| Джой Чин           | Ронни Чанг      |
| Виктор Вонг        | Гарри Янг       |
| Деннис Дан         | Герберт Квонг   |

## Релиз на видео
В Японии версия фильма с японским дубляжем выпускалась на всех фирменных японских видеокассетах VHS (например — фирмы Hitachi). В Гонконге выпускалась и версия фильма с китайским дубляжем на VHS. В СССР в эпоху перестроечного «видеобума» с середины 1980-х до начала 1990-х распространялся на контрафактных VHS с монофоническим звуком, и в системах PAL и NTSC.
В 1997 году компания «Soventure» выпустила этот фильм с многоголосым закадровым переводом телеканала ТВ-6 на лицензионных видеокассетах VHS со звуком Hi-Fi Stereo. В начале 2000-х фильм выпущен на VHS изданием «Гемини-фильм» со звуком Dolby Surround. Выпускались только в системе PAL.
Первый релиз фильма на DVD начат в конце 1996 года в Японии только с японским дубляжём. В США фильм впервые выпущен на DVD в 1997 году. При записи был использован звук Dolby Digital 2.0 и 5.1. Также выпускалось специальное издание фильма на DVD и со звуком DTS.

## Награды и номинации

### Награды
- 1986 Joseph Plateau Awards
  - Лучший фильм

### Номинации
- 1986 «Сезар»
  - Лучший фильм на иностранном языке
- 1986 «Золотой глобус»
  - Лучшая музыка (Девид Мэнсфилд)
  - Лучший актёр второго плана (Джон Лоун)
- 1986 «Золотая малина»
  - Худшая актриса (Эриэн Койцуми)
  - Худший режиссёр (Майкл Чимино)
  - Худший дебют (Эриэн Койцуми)
  - Худший фильм (Дино Де Лаурентис)
  - Худший сценарий (Оливер Стоун, Майкл Чимино)
- 1987 Sant Jordi Awards
  - Лучший иностранный фильм (Майкл Чимино)